# Ton van Kesteren
Ton van Kesteren (Groningen, 26 augustus 1954) is een Nederlands politicus namens de PVV. Hij is lid van de Eerste Kamer en de Groningse Provinciale Staten.

## Biografie
Van Kesteren was werkzaam als ambulant begeleider, taxateur van onroerend goed en in het onderwijs.
Van Kesteren is sinds 10 maart 2011 lid van de Provinciale Staten van Groningen. Voor de Europese Parlementsverkiezingen van mei 2014 was Van Kesteren kandidaat, maar werd niet verkozen. Op 28 maart 2017 werd hij lid van de Eerste Kamer en sindsdien zetelde hij ook in het Benelux-parlement. Op 1 juni 2023 maakte de Kiesraad bekend dat partijgenoot Ilse Bezaan een voorkeurszetel had behaald ten koste van Van Kesteren. Ook was hij tussen de verkiezingen van 2018 en van 2022 lid van de Groningse gemeenteraad. Op 12 december 2023 werd hij andermaal geïnstalleerd als lid van de Eerste Kamer nadat Marjolein Faber-van de Klashorst in de Tweede Kamer verkozen werd.
Tijdens de gemeenteraadsvergadering op 27 april 2019 wilde burgemeester Peter den Oudsten hem het woord ontnemen toen Van Kesteren een opmerking plaatste die Den Oudsten persoonlijk opvatte. Na een schorsing herstelde Den Oudsten dit.
Ilse Bezaan · Alexander van Hattem · Ton van Kesteren · Gom van Strien
- Parlement.com: vkclfgdv8pst